# Придністров'я (село)
Придністро́в'я – село в Івано-Франківському району Івано-Франківської області. Входить до складу Галицької міської громади.
Колишні Ганнівці (лівобережні).
В селі є пам’ятка архітектури обласного значення — церква Св. Арх. Михайла 1888 (або 1862) року.
Населення за переписом 2001 року складало 507 осіб. Займає площу 5,542 км². Поштовий індекс - 77134. Телефонний код - 03431.

## Галерея